# UW Андромеды
UW Андромеды (лат. UW Andromedae) — одиночная переменная звезда* в созвездии Андромеды на расстоянии (вычисленном из значения параллакса) приблизительно 5386 световых лет (около 1651 парсека) от Солнца. Видимая звёздная величина звезды — от менее +15m до +9,4m.

## Характеристики
UW Андромеды — красная пульсирующая переменная звезда, мирида (M) спектрального класса M5.